# Oxynoticeras
Oxynoticeras es un género extinto de amonites del Jurásico Temprano de Europa y América del Norte. Este género se caracteriza por su caparazón liso, con ondulaciones casi invisibles en el flanco y una quilla afilada.
Sinónimo Oxynotoceras fue creado por Buckman como falta de ortografía.

## Distribución
Se encontraron fósiles pertenecientes a este género en Europa, Marruecos, Asia, Canadá, Estados Unidos y Sudamérica.